# Rally de Ferrol de 2016
El Rally de Ferrol de 2016 fue la 47.ª edición y la cuarta ronda de la temporada 2016 del Campeonato de España de Rally. Se celebró el 6 de mayo y el 7 de mayo y contó con un itinerario de 9 tramos que sumaban un total de 199,58 km cronometrados. Fue también la segunda cita de la Copa Suzuki, la tercera de la Copa Dacia Sandero y de la European Clio R3T.

## Itinerario
| Día   | Tramo | Nombre                    | Distancia | Hora  | Ganador                  | Tiempo    | Líder                    |
| ----- | ----- | ------------------------- | --------- | ----- | ------------------------ | --------- | ------------------------ |
| Día 1 | TC1   | San Sadurniño-As Somozas  | 20,06 km  | 18:24 | Cristian García Martínez | 13:14.8   | Cristian García Martínez |
| Día 1 | TC2   | Valdoviño-Cerdido         | 25 km     | 19:12 | Cristian García Martínez | 15:08.8   | Cristian García Martínez |
| Día 1 | TC3   | San Sadurniño-As Somozas  | 20,06 km  | 21:24 | Jonathan Pérez Suárez    | 13:33.9   | Pedro Burgo              |
| Día 1 | TC4   | Valdoviño-Cerdido         | 25 km     | 22:12 | Iván Ares                | 15:12.8   | Jonathan Pérez Suárez    |
| Día 2 | TC5   | Monfero-Monfero           | 19,56 km  | 10:29 | Iván Ares                | 11:32.9   | Víctor Senra             |
| Día 2 | TC6   | Irixoa-Monfero-Vilarmaior | 30,55 km  | 11:02 | Cancelado                | Cancelado | Víctor Senra             |
| Día 2 | TC7   | Monfero-Monfero           | 19,56 km  | 14:18 | Alberto Monarri          | 11:17.4   | Iván Ares                |
| Día 2 | TC8   | Irixoa-Monfero-Vilarmaior | 30,55 km  | 14:51 | Víctor Senra             | 20:18.0   | Víctor Senra             |
| Día 2 | TC9   | Ferrol-Ferrol             | 9,24 km   | 16:14 | Alberto Monarri          | 6:18.0    | Víctor Senra             |

## Clasificación final
| Pos. | Piloto                   | Copiloto                   | Automóvil               | Tiempo    | Diferencia |
| ---- | ------------------------ | -------------------------- | ----------------------- | --------- | ---------- |
| 1.   | Víctor Senra             | David Vázquez Liste        | Ford Fiesta R5          | 1:47:31.1 | 0.0        |
| 2.   | Alberto Monarri          | Rodrigo Sanjuan            | Mitsubishi Lancer Evo X | 1:47:38.4 | +7.3       |
| 3.   | Iván Ares                | José Antonio Pintor        | Porsche 997 GT3 RS 3.8  | 1:48:09.2 | +38.1      |
| 4.   | Sergio Vallejo           | Diego Vallejo              | Citroën DS3 R5          | 1:48:43.1 | +1:12.0    |
| 5.   | Pedro Burgo              | Marcos Burgo               | Peugeot 208 T16         | 1:49:12.6 | +1:41.5    |
| 6.   | Iago Caamaño             | Alberto Rodríguez González | Ford Fiesta R5          | 1:50:42.7 | +3:11.6    |
| 7.   | Cristian García Martínez | Rebeca Liso                | Mitsubishi Lancer Evo X | 1:51:47.4 | +4:16.3    |
| 8.   | Adrián Díaz Pérez        | Andrea Lamas               | Suzuki Swift S1600      | 1:52:48.8 | +5:17.7    |
| 9.   | Esteban Vallín           | Borja Odriozola            | Opel Adam R2            | 1:53:50.5 | +6:19.4    |
| 10.  | Surhayen Pernía          | Juan Luis García           | Renault Clio RS R3T     | 1:54:11.6 | +6:40.5    |